# Lac Arthur
Pour les articles homonymes, voir Arthur.
Ne doit pas être confondu avec Lake Arthur.
Le lac Arthur (en anglais : Lake Arthur) est un lac de barrage américain dans le comté de Butler, en Pennsylvanie. Il est situé à 362 mètres d'altitude au sein du parc d'État Moraine.